# 中华人民共和国所受外援
自1949年以来，中华人民共和国接受的外援采取了双边和多边官方发展援助以及对个人接受者的官方援助相结合的形式。

## 苏联
中华人民共和国（以下简称中国）建立初期，苏联和东欧国家援助的156项重点工程，后来落实的工程共150项，其中44项是军工企业。帮助中国初步建立了自己的工业体系，奠定国家工业化的基础，对中国经济影响深远。
1950年2月，苏联宣布对华提供3亿美元贷款用以购买机器等物资。
抗美援朝时期，苏联总共向中国提供了64个陆军师、23个空军师的装备，大部分装备为半价出售。为此中国欠苏联军火债30亿人民币，在当时折合13亿美元。苏军从旅顺撤退时，又移交了折价9.8亿人民币的装备。中国所欠苏联债务至1965年10月才全部还清。
1954年，苏联政府赠给中国建设拥有两万公顷播种面积的国营谷物农场所必需的机械设备，并派遣一批专家帮助建立这个农场，1956年年底，国营友谊农场基本建成。

## 日本
1978年，中日两国外交关系正常化。邓小平访问日本签署了一项条约，并考察了日本的发展。因此，中国决定向日本借2.2亿美元的软贷款，当时准备的外汇金额为1.67亿美元。中国把这笔钱投入了社会基础设施建设。
1980年至2008年间，日本对华政府开发援助（ODA），包括无偿资金援助、技术合作和日元贷款三部分。
北京首都国际机场2号航站楼、上海浦东国际机场、廣州白雲國際機場的建设，武汉长江二桥等多座长江大桥的建设，京秦铁路、南昆铁路等铁路的电气化改造，青岛港等多个港口的大型泊位建设，武汉钢铁集团和宝山钢铁集团等企业的设备引进等均使用了日元贷款。。
1981年8月，日本政府为建设中日友好医院提供一百六十亿日元赠款。1988年，日本首相竹下登访问中国，签订日中友好环境保护中心协议，日方出资105亿日元、中国政府出资6630万人民币，合作建设国家重点环境保护项目中日友好环境保护中心（生态环境部环境发展中心）。1999年，日本提供160亿日元无偿援助在中国100个城市建立环境信息计算机网络系统。
1991年-1999年12月3日，“中国控制脊髓灰质炎项目”。由日本外务省下辖的“日本国际协力机构”（JICA）提供脊髓灰质炎防治援助项目，进行派遣专家、接受进修生、提供器材等合作，向中国提供了22亿日元的援助。无偿提供脊髓灰质炎疫苗合计已达2亿人份。2011-2014年，病种包括了乙肝、脑炎、麻疹的“可免疫流行病防控项目”在江西、四川、甘肃、宁夏、新疆五省铺开。
2000年6月-2005年5月“中国加强扩大免疫规划项目”，向中国政府提供预防接种方面的技术协助，包括安全注射和注射器回收的安全教育、疫苗流通时温度的控制等相关培训。2006年-2011年“中国疫苗可预防疾病监测与控制合作项目”、2012年-2016年“国家级公共卫生政策规划管理项目”。

## 英国
1998年英国国际发展部制定《英对华无偿援助新战略》，中国商务部2003年1月称中英双方正在执行的有9个项目，累计援助金额8500多万英镑。
2006年，英国启动《2006年—2011年对华援助计划》，5年里对华提供发展援助1.05亿英镑。
2018年，英国向中国提供7160万英镑援助，比2017年增加29%。
2000年，陳光誠主動申請英國聯邦基金20多萬元人民幣扶貧資金，為東師古村村民修建163米的深水井。

## 其他国家援助
1956年初，朱德副主席率团出访捷克斯洛伐克共和国，捷政府赠送给中国一套可耕种10万亩土地的670台件的现代化农业机械设备，1957年建成总面积为16万亩的中捷友谊农场。
1989年，默沙东公司与中国代表团签署协议，将最新重组酵母乙肝疫苗技术转让给中方，收取700万美元，作为培训中方人员和支付美方参与者劳务的成本，此外不再收取专利费和利润。相当于无偿转让。
2004年10月，中法签署《中华人民共和国财政部与法国开发署合作框架协议》，法国开发署每年对华提供总额约1.2-1.5亿欧元不附带条件官方发展援助贷款，主要用于改善全球大气环境领域项目。截至2009年4月，共实施了10个项目，总金额5.52亿欧元。

## 国际组织援助
1982年起，联合国儿童基金会与中国卫生部合作，进行疫苗冷链保存与运输系统建设。
2001年，中国获得了14亿美元的对外援助，人均约1.10美元。这一总数低于1999年的24亿美元，即人均1.90美元。2003年，中国获得了13亿美元的援助，人均约1美元。与近年来的其他国家一样，美国迅速降低了对中国的对外援助，2011年美国国际开发署的援助额达到了1200万美元。援助对象包括藏族社区、法治倡议和气候变化政策。2011年，一项总额为395万美元的、专门针对气候变化的一揽子援助方案是国会委员会一次题为“养龙：重新评估美国对中国的发展援助”的重要听证会的主题。
其中一些援助是通过联合国系统以社会经济发展援助的形式提供给中国的。2001年和2002年，中国每年收到1.12亿美元的联合国援助，其中最大部分来自联合国开发计划署。

## 灾害援助
2010年8月甘肃舟曲泥石流，日方提供疫苗保存用冰箱25台、运输用冷藏包200个。
2020年1月27日，盖茨基金会宣布提供500万美元紧急赠款，支持中国抗击新冠肺炎疫情。之后，承诺投入最高1亿美元赠款，其中一部分用于直接帮助中国加速在药物、疫苗及诊断方法研发等方面的工作。
2020年2月，捷克政府决定向中国捐赠价值500万克朗的医疗物资。捷信和舒迪安公司通过商业航班共同向武汉发送重达4.5吨的医用物资。捷中友好协会和斯拉维亚足球俱乐部捐赠的6000套医用防护面罩飞往中国。捷克工业和交通联合会紧急采购的19000套医用手套送达武汉。

## 共和国成立前所受外援
- 北京协和医院。1917年美国洛克菲勒基金会捐资建立北京协和医学院，附属医院为北京协和医院。
- 燕京大学。1918年美国南北长老会正式向司徒雷登下达命令，让他去筹办“一所新的综合性的大学”。1920年，美国教会在北京一带办的三所教会学校汇文大学、华北协和女子大学和通州协和大学合并，成立燕京大学。燕京大学获得了美国著名出版商的父亲亨利·卢斯及美铝公司创办人查尔斯·马丁·霍尔等人的捐款。

庚子赔偿相关，部分援助涉及减免的庚子赔款。
- 清政府利用美国退还的部分庚子赔款所建留美预备学校“遊美学务处”及附设“肄业馆”。
- 英国政府从庚子款中拿出五十万两白银，在山西建立西学专斋，也就是后来的山西大学堂（今山西大学）[18]

| 時間                 | 發貨地點     | 機槍 | 步槍 | 子彈 | 其他物資 |
| 1945年11月2日前      | 瀋陽         | 4000 | 11~12萬 | | 各種砲一批 |
| 1945年11月2-6日      | 瀋陽、哈爾濱 | 1000 | 3.6萬 | 800萬 | 部分砲；手榴彈15萬；運輸機6架；火車2列；大衣2萬；皮鞋3萬；兵工廠1座 |
| 1945年12月初         | 旅順         | 100 | 近萬 | | 飛機40餘架 |
| 1946年3月            | 朝鮮         | | 3萬 | | |
| 1946年4月            | 哈爾濱       | 1萬 | 10萬 | | 1000門炮 |
| 1946年5月            | 朝鮮         | 115 | | 43萬 | 炸藥1萬箱 |
| 1946年6月            | 朝鮮         | 50 | 5000 | 300萬 | 本月另有一批，不詳 |
| 1946年7月15日-8月7日 | 朝鮮         | 688 | 12145 | 1000萬 | 167擲彈筒、7門炮、11164刺刀、43588發炮彈、22萬斤炸藥、火藥500箱 |
| 1946年9月            | 圖們         | | | | 100多節火車彈藥 |
| 1946年9-10月         | 安東         | 朝鮮北部日軍儲存之武器彈藥，數十艘汽船每日往返運輸 | 朝鮮北部日軍儲存之武器彈藥，數十艘汽船每日往返運輸 | 朝鮮北部日軍儲存之武器彈藥，數十艘汽船每日往返運輸 | 朝鮮北部日軍儲存之武器彈藥，數十艘汽船每日往返運輸 |
| 1946年12月到1月      | 蘇聯         | 1.51億盧布各式物資（含300萬匹布、560萬噸米和棉紗、3300噸汽油、500輛卡車、700噸炸彈等） | 1.51億盧布各式物資（含300萬匹布、560萬噸米和棉紗、3300噸汽油、500輛卡車、700噸炸彈等） | 1.51億盧布各式物資（含300萬匹布、560萬噸米和棉紗、3300噸汽油、500輛卡車、700噸炸彈等） | 1.51億盧布各式物資（含300萬匹布、560萬噸米和棉紗、3300噸汽油、500輛卡車、700噸炸彈等） |
| 1948年2月到12月      | 蘇聯         | 3.35億盧布各式物資 | 3.35億盧布各式物資 | 3.35億盧布各式物資 | 3.35億盧布各式物資 |
| 1948年遼沈戰役前     | 滿洲里等地   | 僅我們（蘇軍）兩個方面軍轉交的武器就有3700門火炮、迫擊炮和擲彈筒，600輛坦克，861架飛機，約12000挺機槍，近680個各種軍用倉庫以及松花江分艦隊的一些艦艇。稍後又轉交給他們大批的蘇制武器。各種槍炮、坦克，以火車運輸數日。武器彈藥的制式不同，有……捷克式和蘇式。 | 僅我們（蘇軍）兩個方面軍轉交的武器就有3700門火炮、迫擊炮和擲彈筒，600輛坦克，861架飛機，約12000挺機槍，近680個各種軍用倉庫以及松花江分艦隊的一些艦艇。稍後又轉交給他們大批的蘇制武器。各種槍炮、坦克，以火車運輸數日。武器彈藥的制式不同，有……捷克式和蘇式。 | 僅我們（蘇軍）兩個方面軍轉交的武器就有3700門火炮、迫擊炮和擲彈筒，600輛坦克，861架飛機，約12000挺機槍，近680個各種軍用倉庫以及松花江分艦隊的一些艦艇。稍後又轉交給他們大批的蘇制武器。各種槍炮、坦克，以火車運輸數日。武器彈藥的制式不同，有……捷克式和蘇式。 | 僅我們（蘇軍）兩個方面軍轉交的武器就有3700門火炮、迫擊炮和擲彈筒，600輛坦克，861架飛機，約12000挺機槍，近680個各種軍用倉庫以及松花江分艦隊的一些艦艇。稍後又轉交給他們大批的蘇制武器。各種槍炮、坦克，以火車運輸數日。武器彈藥的制式不同，有……捷克式和蘇式。 |
| 1949年7月到12月      | 蘇聯         | 4.21億盧布各式物資 | 4.21億盧布各式物資 | 4.21億盧布各式物資 | 4.21億盧布各式物資 |